# Корнеев, Андрей Николаевич
Андре́й Никола́евич Корне́ев (10 января 1974, Омск, СССР — 2 мая 2014, Москва, Россия) — российский пловец, бронзовый призёр Олимпийских игр, экс-рекордсмен мира. Заслуженный мастер спорта России.

## Карьера
Начал заниматься плаванием в 1982 году в СДЮСШОР № 6 города Омска. Тренировался  под руководством Бутова В.И. (ЗТР),  Ащепковой Н.А. (ЗТР), Г.Лядова и А.Котова.
На Олимпиаде в Атланте в плавании на 200 метров брассом завоевал бронзовую медаль, уступив венграм Карою Гюттлеру и Норберту Роже. Его тренером была Надежда Ащепкова.
Трёхкратный чемпион Европы в плавании брассом на 200 метров и комбинированной эстафете 4×100 метров, а также серебряный призёр чемпионата мира на короткой воде.
28 марта 1998 года установил мировой рекорд в плавании на 200 метров брассом на короткой воде — 2:07,79. Достижение держалось почти два года — в 2000 его улучшил другой россиянин Роман Слуднов.
На чемпионате мира 1998 года участвовал в заплывах на 100 и 200 метров брассом, а также комбинированной эстафете.
В 1998 году окончил Российскую государственную академию физической культуры.
Скончался 2 мая 2014 года после продолжительной болезни рака желудка. Похоронен на Николо-Архангельском кладбище.

## Награды
- Благодарность Президента Российской Федерации (6 января 1997 года) — за высокие спортивные достижения на XXVI летних Олимпийских играх 1996 года[5].